# Conseil des affaires économiques et du développement
Le Conseil des affaires économiques et du développement (CAED) est l’un des deux organes de gouvernance du royaume d’Arabie saoudite. Il est dirigé par le prince héritier Mohammed ben Salmane Al Saoud, également ministre de la Défense et à la tête du cabinet royal,. Tous ses membres sont nommés par arrêté royal. Le Conseil des affaires économiques et du développement a été créé en janvier 2015 à l’initiative du roi Salmane, en remplacement du Conseil économique suprême saoudien et de onze autres entités gouvernementales.

## Histoire
En 2014, plusieurs facteurs tels que la chute des prix du pétrole et l’apparition de nouvelles menaces sécuritaires en Arabie saoudite amènent le roi Salmane à refondre les organes de gouvernance du royaume dès son accession au trône en janvier 2015. Parmi les changements entrepris au sein du gouvernement, il entérine par décret royal la dissolution de la douzaine d’entités consultatives alors existantes dont le Conseil économique suprême, pour les remplacer par deux nouvelles structures : le Conseil des affaires politiques et sécuritaires et le Conseil des affaires économiques et du développement, dont la création vise à faciliter la prise de décision au niveau gouvernemental,. Le CAED est dirigé depuis sa création par Mohammed ben Salmane Al Saoud, alors également à la tête du Ministère de la Défense et du cabinet royal et qui devient vice-prince héritier 29 avril 2015 puis prince héritier le 21 juin 2017.
Après une session inaugurale organisée en février 2015, deux sessions ont pris place en février 2016 et 2017 : la première s’est articulée autour des orientations du bureau de gestion stratégique du Conseil, et la seconde autour de la redéfinition des objectifs stratégiques du Ministère de l’énergie, de l’industrie et des ressources minières ainsi que du Ministère de la Justice, en ligne avec le plan de développement Vision 2030.
Depuis juin 2016, le Conseil est formé d’un comité stratégique, chargé de définir les objectifs et le calendrier de réformes du plan Vision 2030. Rattaché à ce comité, un bureau de gestion stratégique est quant à lui chargé du suivi opérationnel du calendrier de réformes.

## Structure et fonction
Le CAED a la charge de définir et de soumettre au Conseil des Ministres des orientations stratégiques et de gouvernance, conformément aux objectifs fixés par le plan Vision 2030. Il intervient sur des problématiques ayant trait aux affaires nationales saoudiennes, allant de la santé à la religion, en passant par le travail et l’éducation, et évalue de façon régulière les avancées du programme Vision 2030.
Le CAED est formé d’un comité stratégique chargé de définir les objectifs et le calendrier de réformes du plan Vision 2030 et appuyé par un bureau de gestion stratégique chargé du suivi opérationnel du calendrier de réformes.
Chaque année, Mohammed ben Salmane préside une réunion pour évaluer les actions et décisions du Conseil au cours de l’année précédente.

## Composition
| Fonction au sein du conseil | Nom                                        | Fonction au sein du gouvernement                                  |
| --------------------------- | ------------------------------------------ | ----------------------------------------------------------------- |
| Président                   | Mohammed ben Salmane Al Saoud              | Prince héritier                                                   |
| Membre                      | Walid ben Mohammed ben Saleh Al-Samaani    | Ministre d’État, membre du Conseil des ministres                  |
| Membre                      | Musaad bin Mohammed Al Aiban               | Ministre du pétrole et des ressources minières                    |
| Membre                      | Mohamed Bin Abdullah Al-Jadaan             | Ministre des finances                                             |
| Membre                      | Abdulrahman ben Abdulmohsen Al-Fadhli      | Ministre de l’eau et de l’électricité                             |
| Membre                      | Ali ben Nasser Al-Ghufais                  | Ministre du Travail et du développement social                    |
| Membre                      | Majed al-Hogail                            | Ministre du logement                                              |
| Membre                      | Mohammed Saleh Bin Taher Benten            | Ministre du hajj                                                  |
| Membre                      | Adel Fakeih                                | Ministre de l’économie et de la planification                     |
| Membre                      | Majid ben Abdullah Al Qasabi               | Ministre du commerce et de l’investissement                       |
| Membre                      | Sulaiman ben Abdullah Al-Hamdan            | Ministre du transport                                             |
| Membre                      | Abdullah ben Amer Al-Sawaha                | Ministre de la communication et des technologies de l’information |
| Membre                      | Mohammed ben Abdelmalik Al ach-Cheikh (ar) | Ministre d’État, membre du Conseil des ministres                  |
| Membre                      | Abdullatif ben Abdulmalik Al Shaikh        | Ministre des affaires municipales et rurales                      |
| Membre                      | Tawfiq Al Rabiah                           | Ministre de la santé                                              |
| Membre                      | Essam ben Saad ben Saeed                   | Ministre de la fonction publique                                  |
| Membre                      | Abdulrahman ben Abdulmohsen Al-Fadhli      | Ministre de l’environnement, de l’eau et de l’agriculture         |
| Membre                      | Essam ben Saad ben Saeed                   | Ministre de la culture et de l’information                        |
| Membre                      | Ahmed bin Mohammed Al-Issa                 | Ministre de l'Éducation                                           |
| Membre                      | Essam ben Saad ben Said                    | Ministre d’État, membre du Conseil des ministres                  |